# Otto Gründler (Journalist)
Otto Gründler (* 7. November 1894 in Königsberg, Ostpreußen; † 1961) war ein deutscher Journalist, Redakteur, Chefredakteur, Schriftsteller und Publizist.

## Leben
Gründler, ein Stiefsohn des Schriftstellers, Buchillustrators und Grafikers Alfred Kubin (1877–1959), besuchte zwischen August 1907 und März 1914 die von Gustav Wyneken gegründete Freie Schulgemeinde Wickersdorf bei Saalfeld im Thüringer Wald, wo er sich u. a. mit Otto Braun und Ernst Putz eng befreundete. Dort arbeitete er an der legendären und berüchtigten Jugendzeitschrift Der Anfang mit. Seine Reifeprüfung legte er als Externer an der Oberrealschule im thüringischen Sonneberg ab und studierte anschließend an der Ludwig-Maximilians-Universität in München, wo er 1922 zum Thema Elemente zu einer Religionsphilosophie auf phänomenologischer Grundlage promovierte.
Zwischen 1921 und 1926 war er als Redakteur für die katholische Monatsschrift Hochland tätig. 1925 gründete er in München zusammen mit Tim Klein (1870–1944) und Friedrich Langenfaß die Monatsschrift Zeitwende, die er mit Helmuth Schreiner in der C. H. Beck’schen Verlagsbuchhandlung herausgab und später mit Wolfgang Böhme führte. Er korrespondierte beispielsweise mit Jürgen Eggebrecht, Paul Ernst, Hermann Frobenius, Friedrich Gogarten, Hasso Härlen, Karl Hampe, Gerhart Hauptmann, Bernt von Heiseler, Alfred Kubin, Arnold Oskar Meyer, Carl Muth, Herman Nohl, Paul Siebeck und Peter Suhrkamp. In den 1930er Jahren war er für die Rheinisch-Westfälische Zeitung tätig, u. a. als deren Hauptschriftleiter (Chefredakteur).

## Veröffentlichungen (Auswahl)
- Elemente zu einer Religionsphilosophie auf phänomenologischer Grundlage. Phil. Diss. München. Verlag Josef Kasel & Friedrich Pustet, München u. Kempten im Allgäu 1922.
- Geisteswende. Frankes Buchhandlung, Habelschwerdt 1924.
- Zeitgeist und Evangelium – Randbemerkungen. P. Müller, München 1931.
- Wie wir die Zeitwende gründeten. In: Evangelische Pressegemeinschaft 8 (1960) VII/VIII 8. Juli, S. 5ff.
- Die Gotteslehre Girolami Zanchis und ihre Bedeutung für seine Lehre von der Prädestination. (= Beiträge zur Geschichte der Reformierten Kirche, Bd. 20) Neukircher Verlag des Erziehungsvereins, Neukirchen-Vluyn 1965
- als Übers.: Samuel H. Miller: Säkularität – Atheismus – Glaube : Eine Analyse unserer Zeit. Neukircher Verlag des Erziehungsvereins, Neukirchen-Vluyn 1965